# Jornal da Manchete
Jornal da Manchete foi um telejornal brasileiro exibido pela extinta Rede Manchete entre 6 de junho de 1983 a 8 de maio de 1999. Foi consagrado como o programa mais longevo da história da emissora, e permaneceu no ar do primeiro ao último dia útil de existência. O jornalismo sempre foi o carro-chefe da Manchete, e o telejornal, além de ser o seu principal noticiário eletrônico, também era um dos principais faturamentos da emissora carioca.

## História
No início, em 5 de junho de 1983, tinha uma excessiva duração de duas horas, e era dividido em vários espaços que ao longo do tempo se transformaram em programas separados. O tempo foi reduzido depois, quando alterou em certa medida a sua linha editorial, principalmente após a vitória da Aliança Democrática nas eleições presidenciais de 1985.
A trilha sonora do informativo, Videogame, foi composta pelo conjunto musical de pop Roupa Nova, rejuvenescendo o conceito de jornalismo na televisão brasileira. Originalmente, o seu cenário era bastante futurístico, mostrando sua própria redação ao fundo com diversos monitores de televisão. Com a evolução da emissora, o informativo ganhou duas novas edições ao longo da programação. Foi aí que surgiram o Jornal da Manchete: Edição da Tarde e o Jornal da Manchete: Segunda Edição, este exibido no final da noite. No primeiro, o cenário era diferente dos demais e chegava a dedicar quadros femininos em seu conteúdo. Com a consolidação do telejornal, novos produtos jornalísticos como Noite Dia e Manchete Verdade surgiram na grade da emissora como teste.
Inicialmente, o jornal era apresentado por Ronaldo Rosas, Carlos Bianchini, Luiz Santoro, Roberto Maya, Claudia Ribeiro e Íris Lettieri, além da participação de diversos comentaristas, como Carlos Chagas e Villas-Bôas Corrêa na política. Um mês depois, era criado o Jornal da Manchete 2ª Edição, que foi apresentado por Luiz Santoro, Roberto Maya e Claudia Ribeiro, e ia ao ar às 23 horas e 30 minutos. Mais um mês, e foi inaugurado o Panorama, um jornal revista, apresentado por Jacyra Lucas e Íris Lettieri, que ia ao ar à tarde na Rede Manchete.
Em agosto de 1989, o informativo passou a ser apresentado pelo casal Eliakim Araújo e Leila Cordeiro, e com a saída destes, Márcia Peltier, apresentadora que teve grande prestígio na emissora, permanecendo até 1998, ganhava o espaço. Depois da saída de Márcia da emissora em 1998, o telejornal passou a ser apresentado definitivamente por Augusto Xavier, revezando a apresentação com Berto Filho e Cláudia Barthel, além de Florestan Fernandes Júnior em São Paulo.

### Primeira Edição
O Jornal da Manchete foi extinto no último sábado em que a Rede Manchete foi transmitida, em 8 de maio de 1999. Quando a emissora foi renomeada como TV!, passou a ser transmitido com o nome de Primeira Edição até a estreia da RedeTV!, quando o jornalístico foi definitivamente extinto.
Primeira Edição foi um telejornal brasileiro produzido e exibido pela TV! entre 17 de maio e 12 de novembro de 1999. Foi transmitido logo após a extinção da Rede Manchete em 10 de maio de 1999.

### Equipe de produção
Apresentação titular
| Período   | Apresentadores titulares       |
| --------- | ------------------------------ |
| 1989-1993 | Leila Cordeiro                 |
| 1989-1993 | Eliakim Araújo                 |
| 1993-1998 | Márcia Peltier                 |
| 1996-1997 | Marcos Hummel                  |
| 1998-1999 | Augusto Xavier Cláudia Barthel |